# 高瀬将敏
高瀨 将敏（たかせ まさとし、1923年7月21日 - 1992年1月28日）は、日本の殺陣師。愛知県名古屋市出身。

## 人物・経歴
生家はいくつもの劇場を経営して興行をおこなう博徒だった。その環境下で剣劇映画に魅せられ、1937年に市川右太衛門プロに入社、殺陣師・市川桃栗の弟子となって修行。右太プロの後身である全勝キネマに引き続いて所属、結貴昌三郎を名乗って俳優として活動。
1941年に上京、大都映画に移籍するも大東亜戦争で応召、復員後に実演で地方巡業を経て、1951年に東映東京撮影所に入所。『魚河岸の石松シリーズ』（1953年）で出演と格闘振り付けをおこない、その縁で主演の河津清三郎の義弟となる（各々の妻が姉妹）。翌1954年、製作を再開した日活撮影所に河津とともに移籍、ラインナップの核となった現代アクションの格闘振り付けを任される。その際、殺陣に代わる名称として、演技の格闘の意をこめて「技斗」を考案、以後日活以外でも現代アクションを示すクレジットとして使用されるようになる。
1959年には日活俳優クラブ・技斗部を設立、石原裕次郎・小林旭・宍戸錠・二谷英明らの技斗を指導、アクション路線に尽力した。後進には峰三平・渡井嘉久雄がいた。その貢献に対し『都会の空の用心棒』（1960年）における技斗構成で撮影所々長賞を受賞。
1971年、日活が一般映画製作を中断した事にともない退社。同年、日活撮影所からほど近い東京都府中市に時代劇の殺陣や現代劇のアクションを教える『高瀨道場』を創立。俳優の殺陣と技斗の稽古場として広く門戸を開放。フリーに転じたのちも、日活時代の友人である二谷英明の招請で「特捜最前線」の技斗を担当。その役目を実子・に譲った後、1992年1月28日没。68歳没。道場は、息子の高瀬将嗣が継承した。墓所は多磨霊園。